# Mooreana
Mooreana là một chi bướm ngày thuộc họ Bướm nâu.